# Nanette Jacomijn Snoep

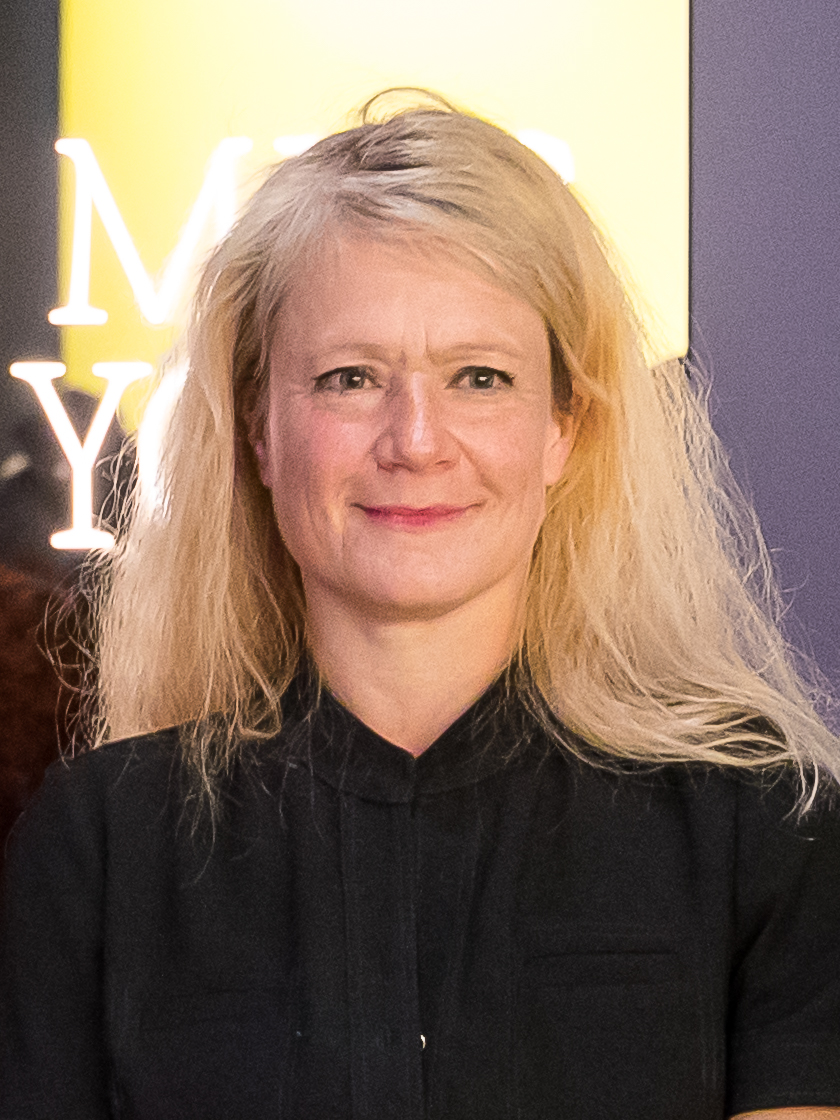
Nanette Snoep, 2022

Nanette Jacomijn Snoep (* 1971 in Utrecht) ist eine niederländische Anthropologin und Kulturmanagerin. Sie ist seit 2019 Direktorin des Rautenstrauch-Joest-Museums in Köln.

## Leben und Wirken
Nanette Snoep studierte Kulturanthropologie an der Ecole des Hautes Etudes en Sciences Sociales (EHESS) in Paris.
Von 1998 bis 2014 war Snoep am Pariser Musée du quai Branly (französisches Nationalmuseum für außereuropäische Kunst) als Kuratorin und Leiterin der historischen Sammlung tätig. In Frankreich kuratierte sie viele Ausstellungen darunter 1931: Les étrangers au temps de l'Exposition colonial (Cité nationale de l’histoire de l’immigration, Paris, 2008), Vodou: L'Art de Voir l'Invisible (Musée du Vodou, Straßburg, 2013) und für das Musée du quai Branly Recettes des Dieux: L'Invention du Fétiche (2009). 2011 entwickelte sie gemeinsam mit dem Fußballspieler Lilian Thuram und dem Historiker Pascal Blanchard, Exhibitions: L'Invention du Sauvage („Menschenzoos – die Erfindung des Wilden“). Diese Ausstellung setzte sich kritisch mit der Geschichte der Völkerschauen auseinander. Die Ausstellung wurde mit dem renommierten französischen Kulturpreis Globe de Cristal ausgezeichnet. Zusätzlich zu ihrer Museumstätigkeit hatte Nanette Snoep von 2004 bis 2014 einen Lehrstuhl für Afrikanische Kunstgeschichte an der École du Louvre in Paris und an der Universität Paris-Nanterre inne.
Von 2015 bis 2018 war sie Direktorin der Staatlichen Ethnographische Sammlungen Sachsen, zu denen die Völkerkundemuseen in Leipzig, Dresden und Herrnhut gehören. In Dresden kuratierte sie mit Prolog #1-10. Geschichten von Menschen, Dingen und Orten (12/2016 – 03/2018), eine experimentelle evolutive Ausstellung in zehn Etappen, die das ethnologische Museum und sein koloniales Erbe in einem fortlaufenden Prozess erforschte. Das kuratorische Konzept von Prolog #1-10 wurde im April 2018 im Grassi Museum für Völkerkunde in Leipzig unter dem Namen Werkstatt Prolog fortgesetzt. Für Leipzig initiierte Nanette Snoep auch die Ausstellungsreihe GRASSI invites, für die sie externe Kuratorinnen, Künstlerinnen, Theatermacherinnen, Geflüchtete, Communities und Studierende einlud, neue Perspektiven auf die Sammlung und die Dauerausstellung des Museums zu entwickeln. Megalopolis – Stimmen aus Kinshasa (2018) war die letzte große Ausstellung, die sie in Sachsen verantwortete. Dafür hatte sie einem Künstlerkollektiv aus Kinshasa (DRC) freie Hand für eine autonome Umsetzung der Ausstellung gegeben. 
Seit 2019 ist sie Direktorin des Rautenstrauch-Joest-Museum Kulturen der Welt in Köln, wo sie eine dekoloniale Strategie umsetzt. RESIST! Die Kunst des Widerstands ist die erste große Sonderausstellung, die sie in Köln initiiert hat. Diese Ausstellung thematisiert 500 Jahre antikolonialen Widerstand im globalen Süden.
2022 erhielt Snoep den Kenneth-Hudson-Award für institutionelle Courage und berufliche Integrität 2022, der vom Vorstand des European Museums of the Year Award vergeben wird.

## Werke
- 1931: Les étrangers au temps de l’Exposition coloniale. Editions Gallimard, 2008, ISBN 978-2-07-035830-4.
- Recettes des dieux: Esthétique du fétiche. Actes Sud Editions, 2009, ISBN 978-2-7427-8186-7.
- Exhibitions: L'invention du sauvage. Actes Sud Editions, 2011, ISBN 978-2-330-00260-2.
- Les maîtres du désordre. Musée du quai Branly, 2012, ISBN 978-2-35744-056-2.
- Vodou. Autour de la collection Arbogast." Loco, 2014, ISBN 978-2-919507-16-0.
- Megalopolis. Stimmen aus Kinshasa. Grassi Museum für Völkerkunde zu Leipzig, 2018, ISBN 978-3-00-062252-6.